# Біск Олександр Якимович
Олекса́ндр Яки́мович Біск (* 17 січня 1883, Київ,— † 1 травня 1973, Нью-Йорк) — російський поет, перекладач (США).

## Біографія
Навчався у Київському політехнічному інституті, Ляйпцигському університеті.
Основна увага О. Біска як поета-перекладача була зосереджена на поезії Р. М. Рільке, творчість якого він відкрив 1905 року. Проте літературний дебют його пов’язаний з норвезькою прозою (переклад з Гамсуна). Очевидно, це сталося під враженнями від подорожі цією північною країною.
Як перекладач О. Біск спілкувався з В. Брюсовим, котрий підтримував молодого поета. Пізніше молодий письменник познайомився з К. Бальмонтом.
Революційні події в Росії заважали поверненню О. Біска на батьківщину, і він жив у Парижі, працюючи над перекладами з Ж. Ередіа, С. Ґеорґе, Р. Демеля і, звичайно ж, Р. М. Рільке. 1910–1911 року О. Біск живе в Харкові.
1912 року виходить збірка його поезій «Рассыпанное ожерелье». Але успішнішою була все ж перекладацька діяльність О. Біска. Він працював над перекладами, крім вище названих поетів, з Г. фон Гофмансталя, А. Момберта, С. Малларме, Т. Ґотьє, А. де Реньє, Ж. Мореаса, В’єле-Гріффена, Е. Верхарна.
Повернувшись до Одеси (1912–1914), О. Біск активно працює в літературно-артистичному товаристві «Літературка», яке заснували, зокрема, письменник В. Дорошевич та художник П. Нілус. Він одружується з Б. Турянською й 1919 року у них народжується син Анатолій (майбутній французький прозаїк Ален Боске, 1919–1998).
1919 року в Одесі виходить і перша книга перекладів О. Біска з Р. М. Рільке, яку мало хто помітив: в Одесі змінювалися влади, у міському житті панував хаос і невизначеність. 1920 року О. Біск разом зі своєю родиною (батько, сестра, брат, дружина, син), втікаючи від більшовиків, залишає батьківщину. Сім років він живе у Болгарії, 1927 року переїздить до Бельгії. 1940 — тікає від нацистів до Франції, а потім до Америки (Нью-Йорк), де живе свої останні три десятиліття.
1939 року в США засновується «Гурток російських поетів в Америці», головою якого стає О. Біск.
1957 року О. Біск видає однотомник перекладів з Р. М. Рільке (150 поезій). Його вітає Б. Пастернак. Потім побачила світ книга «Чуже й своє» (1903—1961).
У ніч з 30 квітня на 1 травня 1973 року О. Біск загинув у результаті нещасного випадку (пожежі) і був похований на одеській ділянці єврейського кладовища в Нью-Йорку.